# Српски фудбалер године
Српски фудбалер године је награда коју Фудбалски савез Србије годишње додељује најбољим играчима. Популарно се назива Златна лопта. Награду је први пут доделио 2005. године тадашњи Фудбалски савез Србије и Црне Горе. Поред награде за играче, постоји и награда „Српски фудбалски тренер године”.

## Најбољи фудбалери
| Година | Најбољи фудбалер        | Клуб                       |
| ------ | ----------------------- | -------------------------- |
| 2005.  | Немања Видић            | Спартак Москва             |
| 2006.  | Дејан Станковић         | Интер                      |
| 2007.  | Никола Жигић            | Расинг Сантандер Валенсија |
| 2008.  | Немања Видић (2)        | Манчестер јунајтед         |
| 2009.  | Милош Красић            | ЦСКА Москва                |
| 2010.  | Дејан Станковић (2)     | Интер (2)                  |
| 2011.  | Александар Коларов      | Манчестер сити             |
| 2012.  | Бранислав Ивановић      | Челси                      |
| 2013.  | Бранислав Ивановић (2)  | Челси (2)                  |
| 2014.  | Немања Матић            | Бенфика Челси (3)          |
| 2015.  | Немања Матић (2)        | Челси (4)                  |
| 2016.  | Душан Тадић             | Саутемптон                 |
| 2017.  | Владимир Стојковић      | Партизан                   |
| 2018.  | Александар Митровић     | Фулам                      |
| 2019.  | Душан Тадић (2)         | Ајакс                      |
| 2020.  | није проглашен          | није проглашен             |
| 2021.  | Душан Тадић (3)         | Ајакс (2)                  |
| 2022.  | Александар Митровић (2) | Фулам (2)                  |
| 2023.  | Александар Митровић (3) | Фулам (3) Ел Хилал         |
| 2024.  | Душан Влаховић          | Јувентус                   |

#### Поредак по освојеним наградама
| Број | Играчи              | Године            |
| ---- | ------------------- | ----------------- |
| 3    | Душан Тадић         | 2016, 2019, 2021. |
| 3    | Александар Митровић | 2018, 2022, 2023. |
| 2    | Немања Видић        | 2005, 2008.       |
| 2    | Дејан Станковић     | 2006, 2010.       |
| 2    | Бранислав Ивановић  | 2012, 2013.       |
| 2    | Немања Матић        | 2014, 2015.       |
| 1    | Никола Жигић        | 2007.             |
| 1    | Милош Красић        | 2009.             |
| 1    | Александар Коларов  | 2011.             |
| 1    | Владимир Стојковић  | 2017.             |
| 1    | Душан Влаховић      | 2024.             |

| Број | Клубови                                | Године                  |
| ---- | -------------------------------------- | ----------------------- |
| 4    | Челси                                  | 2012, 2013, 2014, 2015. |
| 3    | Фулам                                  | 2018, 2022, 2023.       |
| 2    | Интер                                  | 2006, 2010.             |
| 2    | Ајакс                                  | 2019, 2021.             |
| 1    | [[ФК Спартак Москва\|Спартак Москва]q] | 2005.                   |
| 1    | Расинг Сантандер                       | 2007.                   |
| 1    | Валенсија                              | 2007.                   |
| 1    | Манчестер јунајтед                     | 2008.                   |
| 1    | ЦСКА Москва                            | 2009.                   |
| 1    | Манчестер сити                         | 2011.                   |
| 1    | Бенфика                                | 2014.                   |
| 1    | Саутемптон                             | 2016.                   |
| 1    | Партизан                               | 2017.                   |
| 1    | Ел Хилал                               | 2023.                   |
| 1    | Јувентус                               | 2024.                   |

| Број | Националне лиге             | Године                                                      |
| ---- | --------------------------- | ----------------------------------------------------------- |
| 10   | Премијер лига               | 2008, 2011, 2012, 2013, 2014, 2015, 2016, 2018, 2022, 2023. |
| 3    | Серија А                    | 2006, 2010, 2024.                                           |
| 2    | Премијер лига Русије        | 2005, 2009.                                                 |
| 2    | Чемпионшип                  | 2018, 2022.                                                 |
| 2    | Ередивизија                 | 2019, 2021.                                                 |
| 1    | Примера                     | 2007.                                                       |
| 1    | Прва лига Португалије       | 2014.                                                       |
| 1    | Суперлига Србије            | 2017.                                                       |
| 1    | Прва лига Саудијске Арабије | 2023.                                                       |

## Најбоље фудбалерке
| Година | Најбоља фудбалерка | Клуб                 |
| ------ | ------------------ | -------------------- |
| 2019.  | Виолета Словић     | Спартак Суботица     |
| 2020.  | није проглашена    | није проглашена      |
| 2021.  | Јелена Чанковић    | Розенгард            |
| 2022.  | Јована Дамњановић  | Бајерн Минхен        |
| 2023.  | Виолета Словић (2) | Спартак Суботица (2) |
| 2024.  | Нина Матејић       | Црвена звезда        |

#### Поредак по освојеним наградама
| Број | Играчице          | Године      |
| ---- | ----------------- | ----------- |
| 2    | Виолета Словић    | 2019, 2023. |
| 1 qq | Јелена Чанковић   | 2021.       |
| 1 qq | Јована Дамњановић | 2022.       |
| 1 qq | Нина Матејић      | 2024.       |

| Број | Клубови          | Године      |
| ---- | ---------------- | ----------- |
| 2    | Спартак Суботица | 2019, 2023. |
| 1    | Розенгард        | 2021.       |
| 1    | Бајерн Минхен    | 2022.       |
| 1    | Црвена звезда    | 2024.       |

## НаградеВечерњих новости
Дневне новине Вечерње новости од 1971. године организују анкету у којој гласају капитени из прве лиге Југославије, а данас Србије за најбољег фудбалера лиге. Награда Прва звезда је први пут додељена 1996. године за најбољег југословенског, односно српског фудбалера који не наступа у домаћој лиги.